# روري كوري
روري كوري (بالإنجليزية: Rory Currie)‏ (مواليد 20 فبراير 1998) هو لاعب كرة قدم بريطاني، يلعب في مركز الهجوم، لعب مع نادي سلتيك.

## وصلات خارجية
- روري كوري على موقع قاعدة بيانات كرة القدم.إي يو (الإنجليزية)
- روري كوري على موقع Soccerbase.com (لاعب) (الإنجليزية)
- روري كوري على موقع Soccerway.com (الإنجليزية)